# Плавання на Чемпіонаті Європи з водних видів спорту 2018 — естафета 4x200 метрів вільним стилем (жінки)
Змагання з плавання в естафеті 4x200 метрів вільним стилем серед жінок на Чемпіонаті Європи з водних видів спорту 2018 відбулися 7 серпня.

## Рекорди
|                   | Країна          | Час     | Місто  | Дата           |
| ----------------- | --------------- | ------- | ------ | -------------- |
| Світовий рекорд   | КНР             | 7:42.08 | Рим    | 30 липня 2009  |
| Рекорд Європи     | Велика Британія | 7:45.51 | Рим    | 30 липня 2009  |
| Рекорд чемпіонату | Італія          | 7:50.53 | Берлін | 21 серпня 2014 |

## Результати

### Попередні запливи
| Місце | Заплив | Доріжка | Країна          | Плавці | Час     | Примітки |
| ----- | ------ | ------- | --------------- | --- | ------- | -------- |
| 1     | 2      | 2       | Росія           | Анна Єгорова (1:58.98) Валерія Саламантіна (1:59.43) Ірина Кривоногова (2:00.35) Аріна Опенишева (1:59.14)         | 7:57.90 | Q        |
| 2     | 1      | 3       | Велика Британія | Кетрін Грінслейд (1:59.33) Елінор Фолкнер (1:58.89) Люсі Гоуп (2:01.47) Голлі Гібботт (2:01.09)                    | 8:00.78 | Q        |
| 3     | 2      | 7       | Німеччина       | Рева Фоос (1:58.99) Марі Піетручка (2:00.53) Ізабель Марі Госе (2:00.60) Анніка Брун (2:01.83)                     | 8:01.95 | Q        |
| 4     | 1      | 2       | Франція         | Марго Фабре (2:00.20) Асся Туаті (1:59.77) Аліз Морель (2:00.28) Марі Веттель (2:03.28)                            | 8:03.53 | Q        |
| 5     | 1      | 4       | Іспанія         | Мелані Коста (2:00.08) Лідон Муньос (2:01.99) Естер Морілльйо (2:01.55) Афріка Заморано (2:00.75)                  | 8:04.37 | Q        |
| 6     | 2      | 1       | Данія           | Лаура Глеруп Єнсен (2:00.78) Емілі Гантрііс (2:00.84) Марія Грандт (2:03.08) Гелена Розендаль Бач (1:59.93)        | 8:04.63 | Q        |
| 7     | 1      | 5       | Польща          | Даніела Георгес (2:02.05) Домініка Коссаковська (2:00.82) Александра Кноп (2:02.04) Александра Полянська (2:00.90) | 8:05.81 | Q        |
| 8     | 2      | 8       | Нідерланди      | Робін Неуманн (2:00.56) Есме Вермеулен (2:00.92) Лулу Вос (2:03.13) Марйолейн Делно (2:01.22)                      | 8:05.83 | Q        |
| 9     | 2      | 3       | Бельгія         | Валентен Дюмон (1:59.62) Жулітт Дюмон (2:03.65) Лотте Горіс (2:00.81) Камілль Буден (2:04.51)                      | 8:08.59 |          |
| 10    | 2      | 5       | Австрія         | Марлен Калер (2:02.84) Лєна Креундль (2:01.80) Лєна Опатріл (2:02.89) Корнелія Паммер (2:03.41)                    | 8:10.94 |          |
| 11    | 2      | 4       | Словенія        | Женя Сегель (2:03.53) Катя Фейн (2:03.25) Неза Кланчар (2:04.68) Сара Рачник (2:03.50)                             | 8:14.96 |          |
| 12    | 1      | 7       | Сан-Марино      | Сара Леттолі (2:10.53) Еліза Бернарді (2:11.92) Беатріс Фелічі (2:17.50) Аріанна Валлоні (2:11.50)                 | 8:51.45 |          |
| 13    | 1      | 1       | Угорщина        | DNS | DNS     | DNS      |
| 13    | 1      | 6       | Швейцарія       | DNS | DNS     | DNS      |
| 13    | 2      | 6       | Італія          | DNS | DNS     | DNS      |

### Фінал[1]
| Місце | Доріжка | Країна          | Плавці | Час     | Примітки |
| ----- | ------- | --------------- | --- | ------- | -------- |
| 1     | 5       | Велика Британія | Елінор Фолкнер (1:59.25) Кетрін Грінслейд (1:57.94) Голлі Гібботт (1:58.46) Фрея Андерсон (1:56.00)                | 7:51.65 |          |
| 2     | 4       | Росія           | Валерія Саламантіна (1:58.72) Анна Єгорова (1:58.18) Аріна Опенишева (1:58.48) Анастасія Гуженкова (1:57.49)       | 7:52.87 |          |
| 3     | 3       | Німеччина       | Рева Фоос (1:58.90) Ізабель Марі Госе (1:58.22) Сара Келер (1:58.99) Анніка Брун (1:57.65)                         | 7:53.76 |          |
| 4     | 6       | Франція         | Марі Веттель (1:59.72) Шарлотта Бонне (1:56.23) Марго Фабре (1:58.67) Асся Туаті (1:59.24)                         | 7:53.86 |          |
| 5     | 2       | Іспанія         | Мелані Коста (1:58.55) Афріка Заморано (2:00.85) Естер Морілльйо (2:01.17) Лідон Муньос (2:01.47)                  | 8:02.04 |          |
| 6     | 8       | Нідерланди      | Робін Неуманн (2:00.65) Есме Вермеулен (2:01.10) Лулу Вос (2:00.52) ММарйолейн Делно (2:00.67)                     | 8:02.94 |          |
| 7     | 7       | Данія           | Лаура Глеруп Єнсен (2:00.27) Сінь Бро (2:03.25) Емілі Гантрііс (2:00.48) Гелена Розендаль Бач (2:00.43)            | 8:04.43 |          |
| 8     | 1       | Польща          | Даніела Георгес (2:01.92) Домініка Коссаковська (2:00.98) Александра Кноп (2:01.29) Александра Полянська (2:00.32) | 8:04.51 |          |